# Crimson Lake
Crimson Lake är en sjö i Kanada.   Den ligger i provinsen Alberta, i den centrala delen av landet, 2 900 km väster om huvudstaden Ottawa. Crimson Lake ligger 965 meter över havet. Arean är 2,1 kvadratkilometer. Den sträcker sig 1,9 kilometer i nord-sydlig riktning, och 1,6 kilometer i öst-västlig riktning.
I omgivningarna runt Crimson Lake växer i huvudsak barrskog. Trakten runt Crimson Lake är nära nog obefolkad, med mindre än två invånare per kvadratkilometer.